# Бекет (Карагандинская область)
Бекет (каз. Бекет, до 199? г. — Пикет) — село в Шетском районе Карагандинской области Казахстана. Входит в состав Краснополянского сельского округа. Код КАТО — 356467200.

## Население
В 1999 году население села составляло 273 человека (136 мужчин и 137 женщин). По данным переписи 2009 года, в селе проживало 288 человек (148 мужчин и 140 женщин).